# Maladsetschna
Maladsetschna bzw. Molodetschno (belarussisch Маладзечна Maladsetschna; russisch Молодечно Molodetschno, polnisch Mołodeczno) ist eine belarussische Stadt in der Minskaja Woblasz (Minsker Verwaltungsbezirk) mit 95.011 Einwohnern. Maladsetschna ist das administrative Zentrum des Rajons Maladsetschna und liegt ca. 70 Kilometer nördlich von Minsk.

## Geschichte

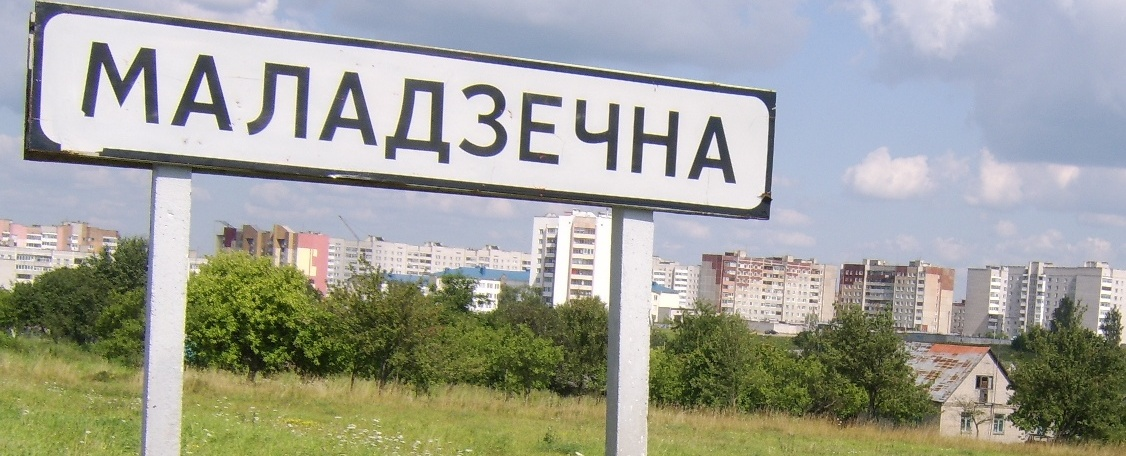
Eine Straße in die Stadt

### Name
Das Toponym Molodetschno stammt von dem Fluss Маладзечанка Molodetschanki (belarussisch). Manche hingegen meinen, dass der Titel der Stadt von den Wörtern „Prachtkerl“ (in der Bedeutung - klein, ein Kämpfer in der fürstlichen Kriegsgefolge), oder jung, jünger abstammt.
Vom Anfang des 20. Jahrhunderts, wurde in der belarussischen literarischen Sprache, die Form Molodetschno, entsprechend der Aussprache der Ortsbewohner festgelegt. Gleichzeitig ist der Titel Molodetschno, ein Beispiel des Einflusses Polens, wodurch er zuerst in Russisch und später in die offizielle Rechtschreibung des Belarussischen überging.

### Geschichte
1388 wurde die Stadt erstmals erwähnt in einem Brief des litauischen Großfürsten Jagiello Novgorod-Seversky an Prinz Dmitry Olgerdovich (auch Fürst Dschagai genannt). Weitere wichtige Herrscher waren die Fürsten Sanguschki, Saslavcki, Amstislavoki und Oginski. Letzterer kam im Kriegsjahr 1812 als Flüchtling aus Moskau.
1413 war Maladsetschna ein Teil des Woiwodschaft Vilnius im Großfürstentum Litauen. Es gehörte den Magnaten Zaslavsky, Amstislavskim, Sangushko, Oginski usw.
Im 17. Jahrhundert war die Stadt im Besitz von Polen-Litauen und bestand nur aus 7–8 Straßen mit ca. 1000 Einwohnern. Im 18. Jahrhundert wechselte die Stadt in den Besitz des Fürsten Ahinskis. 1708 wurde Maladsetschna von schwedischen Truppen besetzt. 1811 wurde die Kantonsschule, übersetzt aus Bobruisk genannt und 1832 die Umwandlung dieser in ein Gymnasium erwähnt.
1812 führte der Russlandfeldzug Napoleons auch durch Maladsetschna. Die Franzosen besetzten das Schloss als Stützpunkt, der Abzug der Franzosen führte zur kompletten Zerstörung der Stadt.
Am 14. April 1831 wurde Maladsetschna von einer Abteilung von Rebellen besetzt. Die Schüler der örtlichen Schule schlossen sich dem Aufstand an. Als dieser niedergeschlagen war, wurde die Schule geschlossen und die Lehrer wurden verhaftet und in das Gefängnis nach Minsk gebracht.
1847 wurde Maladsetschna ein Teil des Bezirkes Gouvernement Wilna.
Die Stadt wurde an gleicher Stelle wieder aufgebaut. 1861 lebten wieder etwa 750 Menschen in Maladsetschna. Während des Januaraufstandes um 1863 waren Rebellentruppen in der Nähe von Maladsetschna stationiert. 1864 eröffnete ein Lehrerseminar.
1871 wurde die heute noch stehende Kirche Mariä Schutz und Fürbitte gebaut. Der Bau der Eisenbahn Lubavo-Romanskoi von 1873 verwandelte Maladsetschna in einen Hauptknotenpunkt im Bereich der baltischen Region.
Im Ersten Weltkrieg wurde Maladsetschna 1918 von deutschen Truppen besetzt. Infolge des Friedens von Riga fiel die Stadt 1921 an Polen. In den 1920er Jahren erfuhr sie ein starkes Wachstum; bis zum Ausbruch des Zweiten Weltkrieges vervielfachte sich die Einwohnerzahl auf 10.500 Bewohner.
Am 17. September 1939 wurde Maladsetschna infolge des Deutsch-sowjetischen Nichtangriffspaktes von der Roten Armee besetzt und anschließend der Weißrussischen Sozialistischen Sowjetrepublik zugeschlagen. Im Zweiten Weltkrieg eroberten deutsche Truppen am 26. Juni 1941 die Stadt und errichteten in deren Nähe im Juli 1941 das Stalag 342. Im Juli 1944 wurde die Stadt von der Roten Armee zurückerobert. Dabei wurde Maladsetschna zu fast 90 % zerstört; es zählte nach Ende der Kämpfe nur noch 5000 Einwohner. 1946 entstand zur Erinnerung an das Ende des Krieges der Siegespark, dort wurde 1982 ein Obelisk aufgestellt.

### Die alte Burg
Im 14. Jahrhundert wurde eine Festung in Maladsetschna erbaut. Diese war im Laufe der Jahre im Besitz von verschiedenen Burgherren. Einige von ihnen waren die Familien: „Saslavskie, Sanguschki, Mstislavskie, Radsivilli, Ragosi, Tischkevitschi und Oginskie“. Im 18. Jahrhundert wechselte die Stadt in den Besitz des Fürsten Ahinskis, welcher die Burg mit Hilfe von Holz zu einem weltlichen Schloss in orange restaurieren ließ und mit einem Park ausbaute. Im 19. Jahrhundert, unter der Herrschaft von Oginski, verkam das Schloss allmählich. Mit der Zeit verschwand das Schloss gänzlich. Heute ist nur noch ein archäologisches Denkmal für die Stadt übrig geblieben.

### Stalag 342 (Stammlager Maladsetschna)

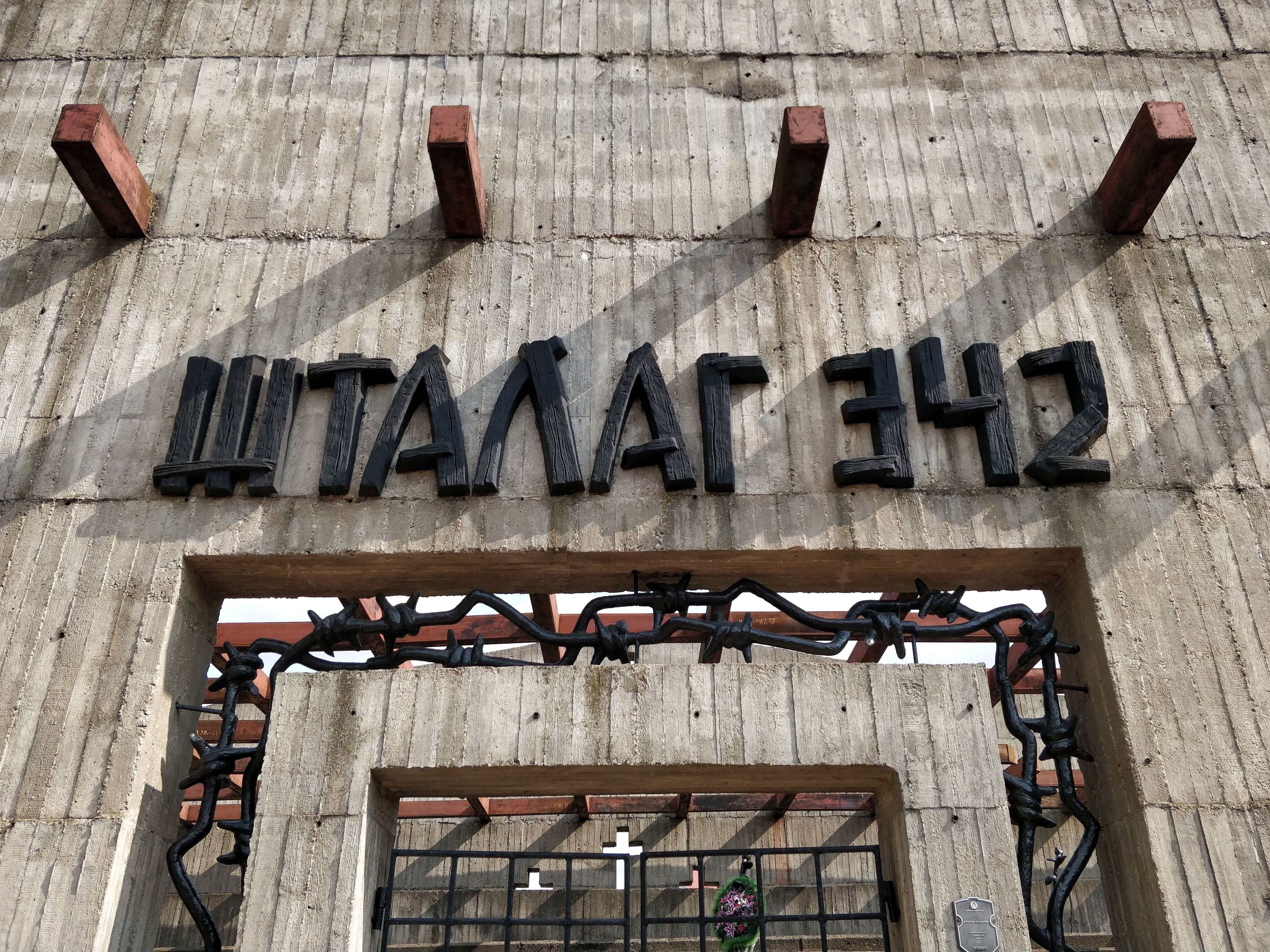
Fronttor der Gedenkstätte des Stalag 342

Von Juli 1941 bis zur Befreiung am 5. Juli 1944 war das Stalag 342 ein Kriegsgefangenenlager und Konzentrationslager im Nordosten der Stadt. Als Basis diente eine Kaserne, in der bis zu 30.000 Menschen aller Altersgruppen gleichzeitig interniert wurden. Quellen berichten von über 60.000 Menschen die in diesem Lager getötet wurden. 1996 wurde an dieser Stelle eine Gedenkstätte errichtet.

## Geografie
Die Stadt Maladsetschna liegt nordwestlich der belarussischen Hauptstadt Minsk, in hügeligem Gelände. Die höchste Stelle ist 320 m hoch und liegt in der Nähe von der Stadt Dubrava, in der Nähe von den Flüssen Ussa, Wilija und Bjaresina. Rund 30 % der Fläche sind von Wald bedeckt. Außerdem sind in der näheren Umgebung 14 Sumpfgebiete zu verzeichnen. Der größte Sumpf heißt Berezinskoye.

## Wirtschaft
In der Stadt befinden sich die Unternehmen des Maschinenbaus und der Lebensmittelindustrie. Die Struktur der Industrie der Stadt, ist eine elektrotechnische Industrie, Lebensmittelindustrie, Metallbearbeitung, Produktion der Baustoffe, der Möbel, die Leichtindustrie, die Produktion der Parfümerie und der keramischen Erzeugnisse.

## Bildung
- 14 Schulen (davon 5 Gymnasien)
- Kunstschulen
- Kinderkunstschule
- Kinderschule für Blasinstrumente
- Medizin College
- Musikalische Hochschule M.K.Oginsky
- Polytechnische Hochschule
- Hochschule für Handel und Wirtschaft
- 7 öffentliche Bibliotheken
- Gymnasium - College für Kunst

## Infrastruktur

### Straßenverkehr
Durch Maladsetschna verlaufen die Straßen Respublikanskija automabilnyja dorohi (Рэспубліканскія аўтамабільныя дарогі) P28, P56 und P106. Die Straße P28 verbindet Maladsetschna auf direktem Weg mit der Hauptstadt von Belarus Minsk. Die Straßen P56 und P106 führen zu weiteren großen Städten wie Smarhon oder Waloschyn. Durch Maladsetschna verlaufen die Straßen- und Eisenbahnverbindungen von Minsk nach Vilnius und nach Hrodna (Grodno).

### Eisenbahn
Durch die Gründung der Libavo – Romenskaja – Eisenbahnstrecke im Jahre 1870 hat sich Maladsetschna von einer kleinen Stadt zu einer richtigen Großstadt entwickelt. Am Anfang der 20er Jahre wurde durch Maladsetschna eine weitere Eisenbahnlinie gelegt, die die wichtigsten Staaten der früheren sowjetischen Union verbindet. Mit der Verlegung dieser Eisenbahnstrecken entwickelte sich in Maladsetschna ein großer und wichtiger Eisenbahnknotenpunkt. Im Jahr 1907 wurde das heute noch erhaltene Bahnhofsgebäude im Jugendstil errichtet. Die Güterzüge aus Maladsetschna fahren heute nach Minsk, Vilnius, Lida oder Polazk. Die Personenzüge von Maladsetschna haben eine direkte Verbindung mit Moskau, St. Petersburg, Riga, Kaliningrad, Hrodna, Wizebsk und vielen weiteren großen Städten. In der Stadt können die Einwohner auf Bus und Sammeltaxen zurückgreifen, hierfür ist das lokale Busunternehmen zuständig.

## Kultur und Sehenswürdigkeiten

### Regelmäßige Veranstaltungen
Jährlich findet seit 1993 in Maladsetschna ein Literatur- und Musikfestival statt. Die Besonderheit dieses Festivals ist, dass ausschließlich Belarussisch gesungen und vorgetragen wird. Gedichte und Lieder alter und neuer Generationen werden zum Leben erweckt. In der Stadt befindet sich ein Heimatmuseum der Region Minsk. Maladsetschna beherbergt außerdem ein Schauspielhaus und ein Puppentheater „Batlejka“. Im Jahr 2006 und 2013 verlief in Maladsetschna das regionale Festival der Estrada, also der Popmusik, außerdem finden in der Stadt Konzerte von städtischen Musikanten statt. Die Reggae-Band „Botanic Project“ kommt aus Maladsetschna, aber auch die Szene des alternativen Rocks ist dort stark vertreten. Auch Filme und Serien wurden in dieser Stadt gedreht. Seit 2000 wird jährlich ein historisch-heimatliches und literarisches Almanach herausgegeben.

### Sehenswürdigkeiten
Eine große städtebauliche Präsenz haben die Kirchen, sei es die „Pokrovskaja“ oder die der Heiligen Jungfrau geweihte Kirche am Marktplatz. Sie wurde 1867 bis 1871 an der Stelle der 1850 zerstörten orthodoxen Kirche gebaut und üppig ausgestattet. Leider sind die Relikte 1918 bei der Evakuierung durch die Rote Armee vor den anrückenden deutschen Truppen nie zurückgegeben worden.    

Weitere beliebte Sehenswürdigkeiten sind der Bahnhof aus dem Jahr 1907, das Kloster „Trinita“ und die alte Burg.

### Der Palast der Künste – Ein Zentrum für Kunst und Kultur in Maladsetschna

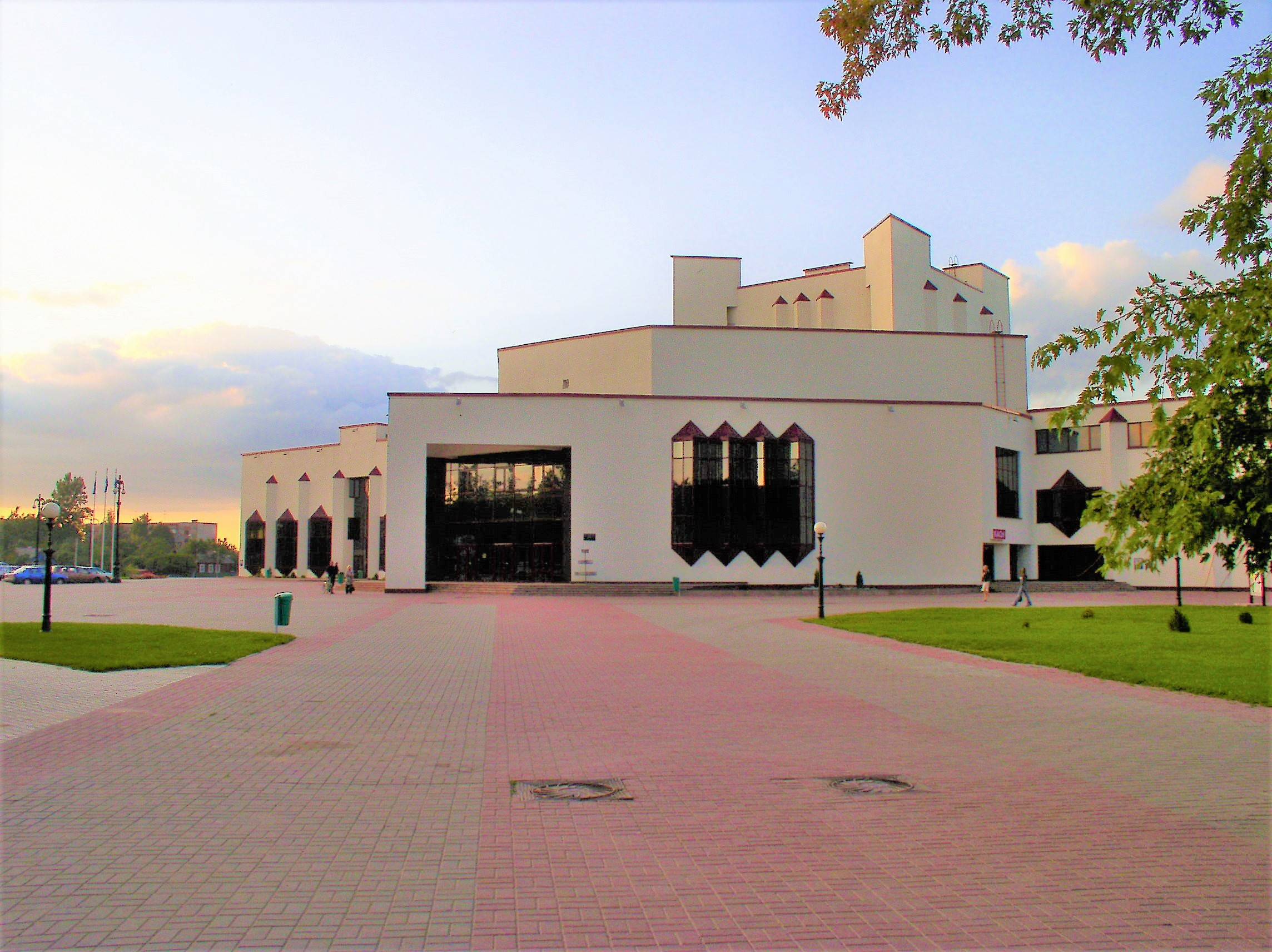
Palast der Kultur

Der Bau wurde 1989 begonnen und erst 2002 fertiggestellt. Fertig gestellt wurde es, als der heutige belarussische Präsident Aljaksandr Lukaschenka die Bedeutung dieses Kulturzentrums den Einwohnern klar machte. Seine Eröffnung hatte eine der größten Änderungen Maladsetschnas und gab einen neuen Impuls für die künstlerische Suche. Er ist einmalig für seine Architektur. Im Ausstellungssaal sind Ausstellungsstücke von Künstlern weltweit zu finden. Abends gibt es Programme, die zur Ruhe einladen und im Tanzsaal stattfinden. Daneben scharen sich Clubs und Anblicke. Auf dem Dachboden des Palastes kann man Kabelfernsehen, in den Damensalon „Orchidee“ oder in das Café „Lasurhoe“ gehen.

### Sport
Im Molodetschnenski Bezirk gibt es verschiedene Möglichkeiten, Sport zu treiben. Neben einem Eissportzentrum gibt es 37 Turnhallen, drei Stadien, neun Schwimmbäder, eine Leichtathletikarena, sechs Beachvolleyballfelder, drei Minifußballfelder mit Kunstrasen sowie zwei Sport- und Gesundheitszentren.

## Religionen

### Allgemeine Informationen
Im Molodetschnenski Bezirk sind 50 religiöse Gemeinden: 27 Orthodox, 10 Katholisch, 7 Evangelisch und viele mehr.
Informationen über die Religionen in Maladsetschna:
- Orthodox
- Römisch-Katholisch
- Evangelisch
- Judentum
- Islam

## Söhne und Töchter der Stadt
- Jan Czepułkowski (1930–2016), polnischer Gewichtheber
- Wassil Kapzjuch (* 1967), Diskuswerfer
- Juryj Kassabuzki (* 1970), katholischer Weihbischof in Minsk-Mahiljou
- Aljaksandr Kuhan (* 1991), Fußballspieler
- Dsmitryj Assanau (* 1996), Boxer im Bantamgewicht

## Informationen für Touristen

### Die bekanntesten Orte
- die historischen Sehenswürdigkeiten in der Stadt
- der Gedenkkomplex
- das Lehrerseminar
- die Synagoge
- die Kirche Pokrowa Preswjatoj Bogorodizy
- die Eisenbahn

### Das verlorene Erbe
- der Triumphbogen
- die Uniatski Kirche
- der Palast Oginski

## Partnerstädte
| Esslingen am Neckar, Deutschland |
| Bor, Russland                    |
| Tscherepowez, Russland           |
| Kaluga, Russland                 |
| Swetly, Russland (seit Mai 2014) |
| Kolomna, Russland                |
| Florești, Moldau                 |
| Irpin, Ukraine                   |
| Jelgava, Lettland                |
| Panevėžys, Litauen               |
| Piotrków Trybunalski, Polen      |
| Sokółka, Polen                   |
| Welingrad, Bulgarien             |